# Dianthus nudiflorus
Dianthus nudiflorus, syn.Velezia rigida — вид квіткових рослин родини гвоздикових (Caryophyllaceae).

## Біоморфологічна характеристика
Це дворічна рослина 6–30(56) см заввишки, зі стрижневим коренем. Стебла від зелених до пурпуруватих, залозисто запушені, гіллясті від основи, ± жорсткі, з добре помітними вузлами. Листки 3–5-жилкові, лінійні, лопатоподібні чи довгасто-яйцеподібні, 5–20 мм, з плівчастим краєм, верхівка загострена; з ± залозистими волосками. Квітки поодинокі в пазухах листків або до 6 у пазухових пучках. Квітконіжки залозисто-опушені. Чашечка вузько-трубчаста, 12–25 мм завдовжки, залозисто запушена, з 5 шилоподібними зубцями; зубці 1–2 мм. Пластинки пелюсток рожеві чи рожево-пурпурні, 2-лопатеві, 1.5–3 мм. Тичинок 5–10. Коробочка дещо коротша ніж чашечка, циліндрична, тонка, з заокругленим кінчиком. Насіння в 1 ряд, нечисленне, чорне, 1.3–1.8 мм. 2n = 28.

## Поширення
Росте в Північній Африці (Алжир, Марокко, Туніс), Азії (Кіпр, Іран, Туреччина, Північний Кавказ, Вірменія, Азербайджан, Грузія, Казахстан, Киргизстан, Таджикистан, Туркменістан, Узбекистан) та Європі (Україна, Албанія, Болгарія, Греція [у т. ч. Крит], Італія [у т. ч. Сицилія], Північна Македонія, Іспанія, Франція [у т. ч. Корсика], Португалія); інтродукований до США.
В Україні вид росте у відкритих місцях, у світлих лісах — у Криму, звичайно.